# 27975 Mazurkiewicz
27975 Mazurkiewicz (1997 UJ1) là một tiểu hành tinh vành đai chính được phát hiện ngày 23 tháng 10 năm 1997 bởi P. G. Comba ở Prescott.